# Tronitz (Großweitzschen)
Tronitz ist ein Ortsteil der Gemeinde Großweitzschen im Landkreis Mittelsachsen in Sachsen. 

## Geografie und Verkehrsanbindung
Der Ort liegt nordöstlich des Kernortes Großweitzschen an der Kreisstraße K 7547. Die A 14 verläuft unweit südlich und die B 169 weiter entfernt östlich. Am südlichen Ortsrand hat der Gärtitzer Bach seine Quelle.